# NGC 6338
NGC 6338 је лентикуларна галаксија у сазвежђу Змај која се налази на NGC листи објеката дубоког неба.
Деклинација објекта је + 57° 24' 41" а ректасцензија 17h 15m 22,6s. Привидна величина (магнитуда) објекта NGC 6338 износи 12,5 а фотографска магнитуда 13,5. NGC 6338 је још познат и под ознакама UGC 10784, MCG 10-24-116, CGCG 299-66, PGC 59947.